# Acke Hallgren
Axel Leonard "Acke" Hallgren, född 11 november 1885 i Stockholm, död 16 mars 1940 i Stockholm, var en svensk konstnär.
Hallgren började som skämttecknare, var elev vid Konsthögskolan 1908–1916 och var sedan mestadels bosatt utomlands. Hallgren sökte i sin stil förena intryck från italiensk ungrenässans med modern expressionism och framträdde även som dekoratör, bland annat i kyrkobyggen i Rom.
Han var son till bokbindare Klas Leonard Hallgren och Lovisa Larsson samt gift från 1929 med Signild (Stina) André (1902–1989). De är begravda i Hallgrens familjegrav på Norra Begravningsplatsen i Stockholm. Hallgren finns representerad vid Nationalmuseum och Moderna museet i Stockholm.